# Paraeuchaeta megaloba
Paraeuchaeta megaloba är en kräftdjursart som beskrevs av Mungo Park 1995. Paraeuchaeta megaloba ingår i släktet Paraeuchaeta och familjen Euchaetidae. Inga underarter finns listade i Catalogue of Life.